# State Fair Coliseum

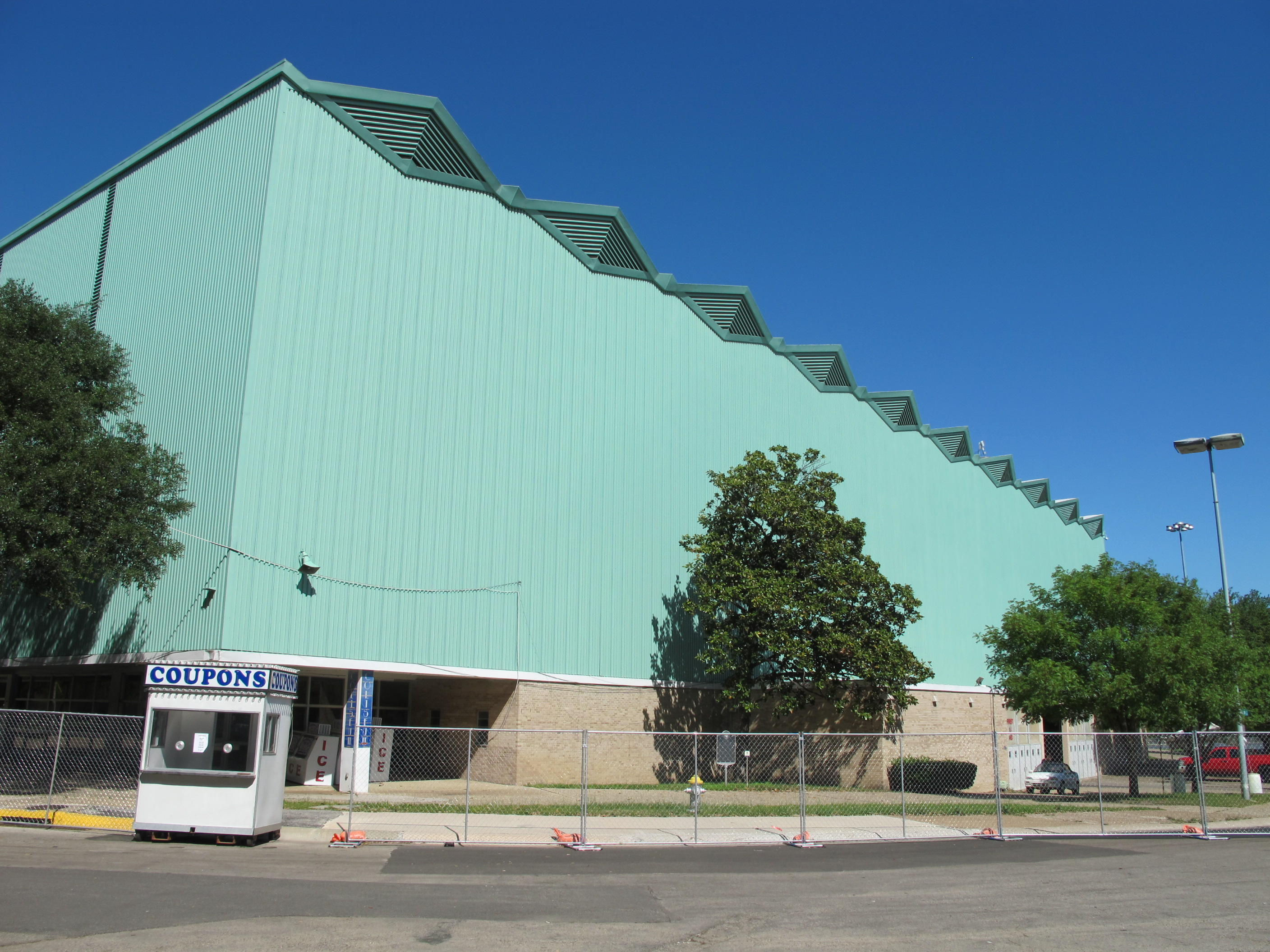
State Fair Coliseum.

State Fair Coliseum es un pabellón multiusos con aforo para 7513 espectadores situado en Dallas, Texas, en el complejo educacional de Fair Park. Fue el estadio del antiguo equipo de hockey sobre hielo Dallas Black Hawks y de baloncesto Dallas Chaparrals. Fue construido en 1936.
- Datos: Q5429895
- Multimedia: Fair Park Coliseum (Dallas) / Q5429895